# Liste der Baudenkmäler in Tiefenbach (bei Landshut)
Auf dieser Seite sind die Baudenkmäler in der niederbayerischen Gemeinde Tiefenbach zusammengestellt. Diese Tabelle ist eine Teilliste der Liste der Baudenkmäler in Bayern. Grundlage ist die Bayerische Denkmalliste, die auf Basis des Bayerischen Denkmalschutzgesetzes vom 1. Oktober 1973 erstmals erstellt wurde und seither durch das Bayerische Landesamt für Denkmalpflege geführt wird. Die folgenden Angaben ersetzen nicht die rechtsverbindliche Auskunft der Denkmalschutzbehörde.

## Baudenkmäler nach Ortsteilen

### Tiefenbach
| Lage                        | Objekt                        | Beschreibung | Akten-Nr.    | Bild           |
| --------------------------- | ----------------------------- | --- | ------------ | -------------- |
| Kirchenstraße 14 (Standort) | Katholische Kirche St. Ulrich | Saalkirche, spätgotischer Bau aus der Mitte des 15. Jahrhunderts, barock verändert, nördlich Chorflankenturm mit Satteldachabschluss und Zinnengiebel; mit Ausstattung. | D-2-74-182-1 | weitere Bilder |

### Ast
| Lage                       | Objekt                       | Beschreibung | Akten-Nr.    | Bild           |
| -------------------------- | ---------------------------- | --- | ------------ | -------------- |
| Hauptstraße 128 (Standort) | Katholische Kirche St. Georg | Saalkirche, neugotischer Bau mit eingezogenem Chor und Chorflankenturm mit Spitzhelm, Gliederung durch Strebepfeiler und umlaufenden Dachfries, 1877, Turm Mitte 15. Jahrhundert; mit Ausstattung. | D-2-74-182-2 | weitere Bilder |
| Schloßstraße 4 (Standort)  | Schloss                      | dreigeschossiges Gebäude mit Halbwalmdach, an der Nordseite zwei polygonale Ecktürme mit Zwiebelhaube, mit Putzgliederung, im Kern 1591, wesentlich umgebaut zweiten Hälfte 17. Jahrhundert, erneuert Mitte 19. Jahrhundert; mit Ausstattung; Nebengebäude und Ökonomiehof, zum Teil im Erdgeschoss gewölbt, bestehend aus: Verwaltungsgebäude, zweigeschossiger Bau mit Halbwalmdach, 17./18. Jahrhundert; ehemaliger Pferdestall, zweigeschossiges Gebäude mit Durchfahrt, gleichzeitig; ehemaliger Stall und Stadel, zweigeschossiges Gebäude mit Halbwalm, gleichzeitig; Gesindehaus, Wohn- und Verwaltungshaus, zweigeschossiges Gebäude mit Schopfwalmdach, mit Nischenfigur an der Hofseite, gleichzeitig, ehemaliger Turm an der Westseite 1928/30 abgetragen; ehemaliger Schafstadel, eingeschossiges Gebäude mit Halbwalmdach mit anschließendem zweigeschossigem Steildachbau, 18. Jahrhundert. | D-2-74-182-3 | BW             |

### Ehrnsdorf
| Lage                      | Objekt      | Beschreibung                                    | Akten-Nr.    | Bild |
| ------------------------- | ----------- | ----------------------------------------------- | ------------ | ---- |
| Nähe Ehrnsdorf (Standort) | Pestkapelle | kleiner Satteldachbau, massiv, 19. Jahrhundert. | D-2-74-182-4 | BW   |

### Heidenkam
| Lage                          | Objekt                        | Beschreibung | Akten-Nr.    | Bild                          |
| ----------------------------- | ----------------------------- | --- | ------------ | ----------------------------- |
| Alte Dorfstraße 18 (Standort) | Katholische Kirche St. Petrus | Saalkirche, über dem Chor verschindelter Dachreiter mit Spitzhelm, spätromanisch, 12./13. Jahrhundert; mit Ausstattung. | D-2-74-182-5 | Katholische Kirche St. Petrus |

### Oberbachham
| Lage                    | Objekt         | Beschreibung                                                                     | Akten-Nr.    | Bild |
| ----------------------- | -------------- | -------------------------------------------------------------------------------- | ------------ | ---- |
| Kramerbuckel (Standort) | Lourdeskapelle | massiver Satteldachbau, Ziegelstein, verputzt, bezeichnet 1891; mit Ausstattung. | D-2-74-182-6 | BW   |

### Untergolding
| Lage                      | Objekt                               | Beschreibung | Akten-Nr.    | Bild                                 |
| ------------------------- | ------------------------------------ | --- | ------------ | ------------------------------------ |
| Eschenstraße 6 (Standort) | Filialkirche St. Dionysius mit Mauer | Chorturmkirche, Turm mit Zwiebelhaube, spätromanische Anlage um 1200, gotisch und barock erneuert; mit Ausstattung; Ummauerung des Friedhofs, wohl 19. Jahrhundert. | D-2-74-182-7 | Filialkirche St. Dionysius mit Mauer |

### Zweikirchen
| Lage                      | Objekt                  | Beschreibung | Akten-Nr.    | Bild                    |
| ------------------------- | ----------------------- | --- | ------------ | ----------------------- |
| Dorfstraße 3 a (Standort) | Pfarrkirche St. Michael | Saalkirche mit Chorflankenturm, Turm mit Satteldachabschluss, Chor und Turm spätgotisch, Langhaus barock; mit Ausstattung. | D-2-74-182-8 | Pfarrkirche St. Michael |